# 苏珊娜·法雷尔

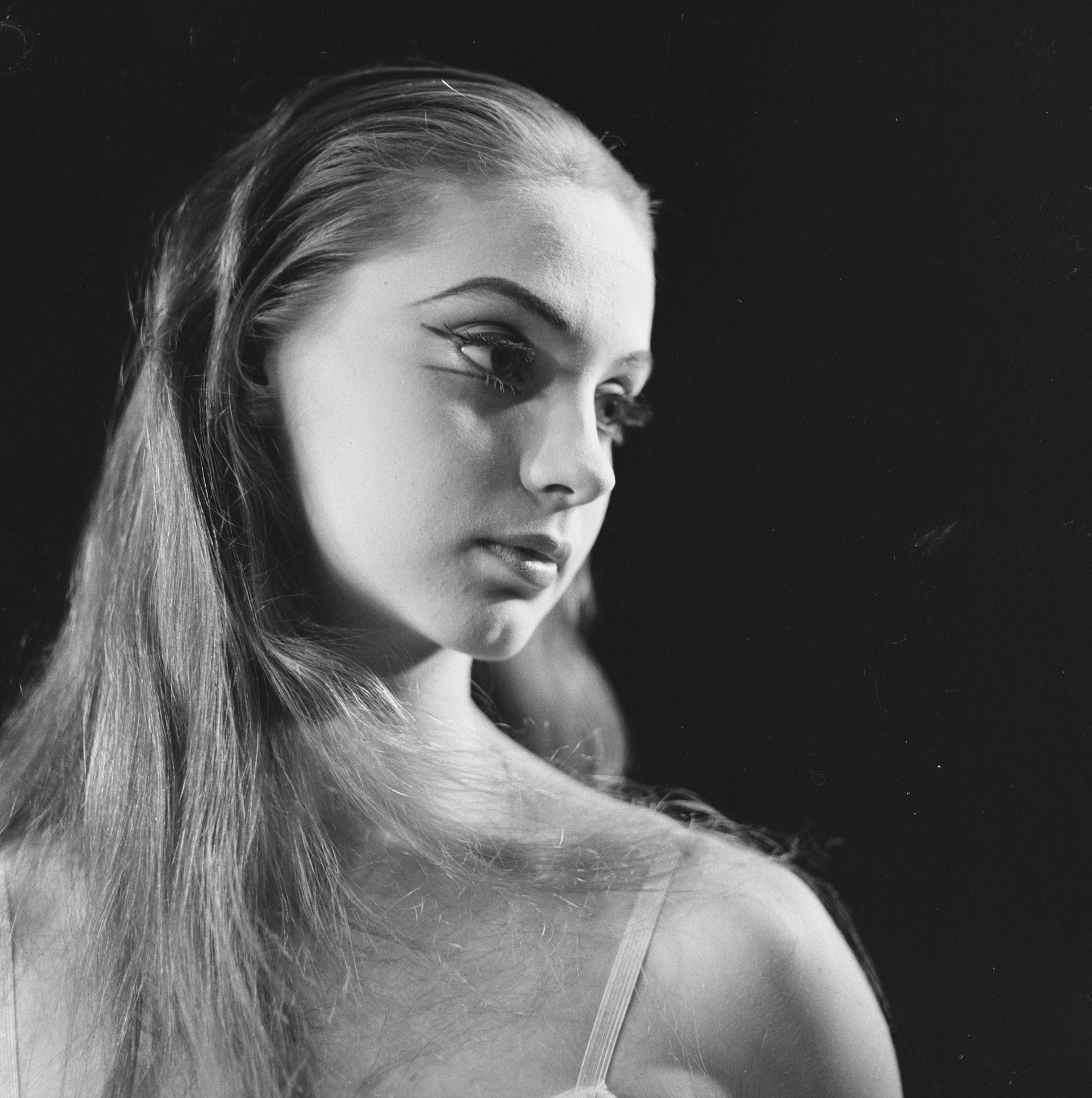
苏珊娜·法雷尔

苏珊娜·法雷尔 (1945年8月16日—) 是一位前美国芭蕾舞者.
她幼年就开始学习芭蕾舞。20世纪60年代初，她開始成為一些芭蕾舞剧中的主角。她後來因关节炎退出芭蕾舞坛。
離開芭蕾舞坛后，他在多所芭蕾舞学校任職，教授學生如何跳芭蕾舞。2000年，她成為佛罗里达州立大学舞蹈教授。 
她也因芭蕾舞中的成就被授予肯尼迪中心荣誉奖和总统自由勋章。 她还于2016年入選美國哲學學會。 